# ميلوس فوتشفيتش
ميلوس فوتشفيتش (بالصربية: Милош Вучевић)‏ هو محامي وسياسي صربي، ولد في 1974. حزبياً، نشط في الحزب التقدمي الصربي.